# Nagaon (dystrykt)
Nagaon – jeden z dystryktów w indyjskim stanie Asam. Nazwa dystryktu pochodzi od nazwy stolicy, która jest ulokowana w mieście Nagaon. Dystrykt zajmuje powierzchnię 3973 km² i jest zamieszkiwany (według spisu z 2001 roku) przez  2 316 857 mieszkańców. 
Wśród zamieszkujących dystrykt, najliczniejszą grupę religijną stanowią muzułmanie (1 180 267 osób, czyli ponad połowa wszystkich mieszkańców), a także hindusi (1 106 354). Inne religie, nie posiadają więcej niż jeden procent wyznawców wśród mieszkańców dystryktu.
Po raz pierwszy, dystrykt w tym miejscu, powstał już w roku 1833.

## Zarys
Dystrykt Nagaon, położony w samym sercu stanu Asam, prezentuje się jako fascynująca mieszkanka kulturowa powiązana z dwiema głównymi religiami (islamem i hinduizmem). Jest drugim co do wielkości, wśród indyjskich dystryktów, co do największej liczby mieszkańców.  
| Powierzchnia                     | 3973 km²  |
| Liczba mieszkańców (1991)        |           |
| Mężczyźni                        | 981 379   |
| Kobiety                          | 911 792   |
| Łącznie                          | 1 893 171 |
| Stosunek płci (na 1000 mężczyzn) | 929       |
| Przyrost (1971-1991)             | 51.26     |
| Wskaźnik alfabetyzacji           |           |
| Mężczyźni                        | 62.49%    |
| Kobiety                          | 46.30%    |
| Łącznie                          | 54.74%    |

## Atrakcje turystyczne
- Miasto Bordowa, położone w dystrykcie, jest miejscem urodzenia Mahapurush Srimanta Sankardeva - wybitnego reformatora wisznuizmu. Jego postać prezentuje lokalne muzeum[2].
- Miasto Dabaka - zachowały się ruiny starożytnych świątyń
- Na dużej części terenów dystryktu, położony jest Park Narodowy Kaziranga.